# Guardian (banda)
Guardián es una banda estadounidense de metal y hard rock cristiano. La banda ha lanzado siete álbumes de estudio, tres álbumes adicionales en español, y visitó extensamente todo el mundo. Hay también recopilaciones numerosas, registros vivos y ediciones no autorizadas disponibles.

## Historia

### Los años tempranos
La banda fue fundada en 1982 bajo el nombre Fusión, por el guitarrista/compositor/cantante Paul Cawley y el bajista David Bach. La banda original alineó al baterista Steve Martínez y al guitarrista Gene Thurston. El grupo se destacó en Los Ángeles por rebrotar la escena de música metal debido a su vestimenta no convencional futurista de armadura espacial, cuyo concepto Cawley derivó del pasaje bíblico en Efesios 6 considerando específicamente el verso 11: "Vestíos de toda la armadura de Dios". Algunos miembros cambiaron en 1984 incluidos el baterista Rikk Hart y el guitarrista James Isham. Finalizando 1984, Isham salió, y el trío de Cawley, Bach y Hart grabó un larga duración en Six Cawley-penned Tunes llamado Rock In Victory. Durante principios de 1985, la banda experimentó con algunas texturas de pop y temporalmente se unió el tecladista Brent Jeffers y el vocalista Pat Dewey, quién abandonó Guardian para formar una banda que se llamó The Deacons. Después de que mucho buscando, Cawley, Bach & Hart reclutaron al guitarrista David Caro. Caro Llegó justo a tiempo para uno de los primeros de muchos cambios en la trayectoria de la banda.
El mánager de la banda consiguió un contrato de grabación con Enigma Records en 1985, después de que el amigo de la secundaria de Hart, Eric Blair, (quién trabajó para la banda de metal cristiana Stryper) colocara el álbum Rock in Victory al presidente de Enigma Records, Wesley Hein. Cuándo descubrieron que había una banda española también usando el nombre Fusión,  cambiaron el nombre de la banda a Gardian - intencionadamente escrita mal para tener 7 letras. A principios de 1986, Caro dejó la banda y fue reemplazado por el guitarrista Tony Palacios. Con Palacios, emergió el álbum no autorizado, Voyager en 1987—el cual era realmente solo la preproducción de demos que grabó en el cuarto trasero de una tienda de música en Orange County.
En 1988, la banda abandonada la armadura espacial y añadió la "U" a su nombre—mientras continuamente visitaron por todas partes California y grabando demos para su sello discográfico. En 1989, Enigma/Capitol finalmente liberó su primer álbum oficial, First Watch, producido por el guitarrista de Stryper Oz Fox. Esta liberación presentó un sonido de metal melódico en una vena similar a Stryper y a Van Halen y estuvo seguido por una extensa gira a través de los Estados Unidos y Japón. Rikk Hart salió de la banda en otoño de 1989 y fue reemplazado por el baterista Jason Souza para la gira japonesa. Souza fue reclutado por John Alderete y John Corabi para la alineación original de The Scream y fue reemplazado por el baterista Karl Ney. A principios de 1990, el miembro fundador Cawley dejó la banda.

### El Guardian nuevo
Después de la salida de Cawley, Bach y Palacios preguntaron como liberarse de su contrato con Enigma, pidiendo un sello enfocado en música cristiana. Después de que estuvieron liberados, el excantante de la banda cristiana Tempest Jamie Rowe se unió la banda. La nueva alineación de la banda empezó a trabajar con los productores Dino y John Elefante en su segundo álbum, finalmente liberado Fire and Love en 1991 con el sello Epic records a través de la etiqueta Elefante's Pakaderm. La respuesta al álbum fue abrumadora y el vídeo para la canción "Power of Love" y encabezó los listados MTV. Después de una extensa gira Norteamericana visitando por todas partes en 1991 y una visita europea junto con Stryper en 1992, la banda liberó su tercer álbum, Miracle Mile en 1993. El álbum se desviaba de sus primeras dos liberaciones para integrar elementos del R&B y elementos acústicos a su música. El álbum rápidamente subió en los listados, y alcanzó a meterse en el Top Five de CCM.
Después de un nuevo contrato de grabación con Myrrh Records,  siguieron con el álbum acústico experimental, Swing, Swang, Swung en 1994. El álbum se grabó en el garaje de sus productores (John & Dino Elefante) y presentó un sonido desnudo, basado en el blues. También, la banda lanzó su primer álbum en español Nunca Te Diré Adiós (I Will Never Say Goodbye) lanzado en 1995—aumentando la popularidad de la banda en Latinoamérica.
La banda contrataría al veterano productor/artista cristiano Steve Taylor, después de compartir la ganancias con Taylor en su gira mundial Squinternational. Bajo su dirección regresaron a un sonido más duro y lanzaron el álbum Buzz en 1995. Apoyaron el lanzamiento con otra gira mundial—incluyendo fechas extensas en Latinoamérica. En 1997, la banda lanzó el álbum producido por Taylor Bottle Rocket y su segundo álbum en español, Promesa (Promise).
Con los crecientes cambios en el género de rock cristiano y sus familias creciendo (Nota: Palacios tiene seis niños. Bach, Ney y Rowe tiene cuatro niños cada uno, para un total de 18), la banda decidió tomar un descanso en algunas fechas de sus agotadoras giras y dedicar tiempo a otros proyectos personales. Durante este tiempo, Bach se dedicó exclusivamente como miembro invitado en la gira de lanzamiento de la auto-producción del tributo a Stryper llamado The Yellow and Black Attack Is Back!. El álbum es directamente un remake del álbum de Stryper del mismo nombre. Guardian continuó tocando fechas en los EE. UU. y en el extranjero con el bajista invitado Brent Denny. A principios de 2001, Rowe, Palacios y Ney lanzaron un tercer álbum en español llamado Dime. Presenta nueve canciones escritas en español y una en inglés exclusivamente para este álbum.

### Los años tardíos
En el verano de 2001, Guardián (incluyendo Bach) unió otras bandas de rock duro cristianas legendarias (incluyendo Bride) en el HM Stage en el festival Cornerstone Music Festival cerca de Bushnell, IL. El espectáculo estuvo pretendido para ser un tributo al metal cristiano de los 80s y principios de los 90s, la banda organizadora Guardian hizo el espectáculo con una reunión de sus estilos y actuó canciones abarcando su catálogo completo.
En 2004, la banda anunció que iniciaría una nueva gira en 2005, con planes para grabar un álbum nuevo también.  En diciembre de 2005, la banda grabó un actualizado remake de su conocida balada "Never Say Goodbye" producido por Phil Madeira pero el reencuentro nunca se materializó.
En abril de 2006, el productor Dino Elefante dijo acerca de Jesus Freak Hideout en el que Guardian lanzaría Triple Five, una recopilación con un par de canciones nuevas en Selectric Records sello discográfico asociado con Bach. Más recientemente, Jamie Rowe dijo que puede haber un CD completo con todo el material nuevo en Triple Five. Aun así, estos planes fueron aplazados cuándo Selectric Records fue vendido a Weston Entertainment.
En octubre de 2006, Guardian hizo una rara presentación en vivo en los ARPA Awards en Ciudad de México donde actuaron un medley de algunos de sus hits en español.
En febrero de 2007, el guardián se unió a sus amigos veteranos de metal cristiano, Bride y Tourniquet en el escenario en Alemania del festival Legends of Rock.
En diciembre de 2008, la banda aparece en Rock & Vida en Buenos Aires, Argentina tocando para más de 100,000 personas con el recientemente añadido guitarrista Jamey Perrenot.
En 2009, la banda lanza "House of Guardian" - un documental de vídeo en vivo - así como el sitio web complementario: www.houseofguardian.com
Guardian otra vez apareció en Europa en el festival Legends of Rock en Alemania en 2010... con Perrenot manejando solo todos los deberes de guitarrista.
La banda más recientemente aparecido vivo en una serie de espectáculos latinoamericanos en Guatemala, Colombia, Argentina y Paraguay en 2011—con todos los cinco miembros actuales.
A principios de 2012, los miembros actuales de la banda exitosamente financiaron una nueva grabación a través de múltiples aportantes. El álbum fue bautizado Almost Home el día después que la financiación fue exitosa.

### Post-Guardian
Después de que la banda se separó temporalmente a finales de los 90s, el bajista David Bach sirvió en VP of A&R por cinco años con EMI ForeFront Records. Él también sirvió con la misma capacidad para Sony/BMG-Records antes de reunirse con los productores veteranos John y Dino Elefante para servir como jefe del sello en una compañía de producción/grabación que se llamó 3.1 Productions, incluyendo el sello Selectric Records que Bach sólo supervisó.
Bach actualmente trabaja para Apple Inc., supervisando el Desarrollo Empresarial para mercados claves en el sureste de EE. UU.[cita requerida]
El guitarrista Tony Palacios mezcla y graba productos para diversas combinaciones de CCM and maintream acts.[cita requerida]
Karl Ney es dueño de The Bennett Company, en Artist and Business Management Firm, la cual representa internacionalmente a los artistas de grabación de CCM y mainstream. Su acto más tardío con que se asocia es una banda de las afueras de Boise, ID, llamada A Rotterdam November.[cita requerida]
Jamie Rowe permanece activo como artista en solitario con varios álbumes de proyectos de bandas importantes de power pop como London Calling y The Ruled que fue una banda de rock melódico de AdrianGale. Él también trabaja medio tiempo como ministro de juventud mientras ejecuta un exitoso negocio viral de marketing. Es actualmente Director de Marketing para la compañía de equipamiento musical, Visual Sound.
Jamey Perrenot es un guitarrista de sesión/productor de grabación en Nashville, TN.[cita requerida]
El exguitarrista anterior David Caro actualmente toca guitarra en su iglesia en Hesperia, CA.[cita requerida]
El exguitarrista James Isham actualmente vive en Alemania y actúa bajo el nombre Jimi James.[cita requerida]
El primer abogado de la banda Eric Blair actualmente es anfitrión en su propio espectáculo por cable de música de la televisión al sur de California llamado the Blairing Out Show.
El ex-tecladista Brent Jeffers más tarde tocó teclados con Stryper y ha visitado todo el mundo con diversos grupos de artistas que varían de Natalie Cole a Tim McGraw. Ha servido como técnico de teclados para la banda Journey desde 2002.[cita requerida]
En 2011, el fundador de Guardián Paul Cawley y el ex-baterist Rikk Hart lanzaron un álbum de tres canciones llamado "Empire", bajo el nombre de banda Guardian 1.

## Miembros de la banda

### Miembros actuales
- David Bach - bajo (1982–presente)
- Tony Palacios - guitarra (1986–presente)
- Jamie Rowe - vocal (1990–presente)
- Karl Ney - batería (1990–presentes)
- Jamey Perrenot - Guitarra  (2008–presente)

### Miembros anteriores
- Paul Cawley - vocal/guitarra (1982–1990)
- Gen Thurston - guitarra (1983)
- James Isham - guitarra (1983–1984)
- David Caro - guitarra (1985–1986)
- Steve Martínez - batería (1982–1983)
- Rikk Hart - batería (1984–1989)
- Jason Souza - batería (1989@–1989)
- Brent Jeffers - teclados (1985)
- Pat Dewey - vocal (1985)
- Brent Denny - bajo (1998-2000)

### Miembros invitados para gira
- Tracie Ferrie - Bajo
- Pete Orta - Guitarra

## Discografía

### En estudio
- First Watch (1989)
- Fire and Love (1991)
- Miracle Mile (1993)
- Swing, Swang, Swung (1994)
- Buzz (1995)
- Bottle Rocket (1997)
- Almost Home (2014)

### En vivo
- Live (2000)

Integrantes:
Jamie Rowe - Vocals & Guitar,
Tony Palacios - Lead Guitar,
David Bach - Bass,
Karl Ney - Drums.
Tracks
1.  	Bottle Rocket Live  	4:30
2.  	Coffee Can Live  	3:58
3.  	Lion'S Den Live  	4:01
4.  	Psychadelic Runaway Live  	3:25
5.  	Lead The Way Live  	2:56
6.  	This Old Man Live  	3:17
7.  	Revelation Live  	4:05
8.  	Babble On Live  	4:32
9.  	Salvation Live  	5:23
10.  	Pride Live  	4:03
Total Running Time:	  40:10CCM   
CCM Hard Rock
Año: 2000

### Recopilaciones
- Smashes: The Best of Guardian (1999)
- Guardian: The Definitive Collection (2007)

### Álbumes en español
- Nunca Te Dire Adiós (1995)
- Promesa (1997)
- Dime (2001)
- La Casa de Guardián: Volumen Uno (2009)

### Lanzamientos independientes
- Rock In Victory (1984)
- Kingdom of Rock (1996)
- Delicious Bite-Size Meat Pies (1997)
- The Yellow and Black Attack Is Back! (1999, Reviews: HM Magazine, The Phantom Tollbooth)
- Sunday Best (1999, Review: HM Magazine)
- Live! (1999 Review: HM Magazine Later issued with two fewer tracks in 2000 by Forefront Records.)
- Live at Cornerstone (2001)
- Voyager and Fusion: The Early Years' (2001)
- House of Guardian: Volume One' (2009)
- Three To Get Ready (EP)' (2011)

### Lanzamientos en vídeo
- Streets of Fire (1993)
- As Seen on TV (1995)